# 5666 Рабле
5666 Рабле (5666 Rabelais) — астероїд головного поясу, відкритий 14 жовтня 1982 року.
Тіссеранів параметр щодо Юпітера — 3,464.